# Madignano
Madignano (Madignàa in dialetto cremasco) è un comune italiano di 2 789 abitanti della provincia di Cremona in Lombardia.

## Geografia fisica

### Territorio

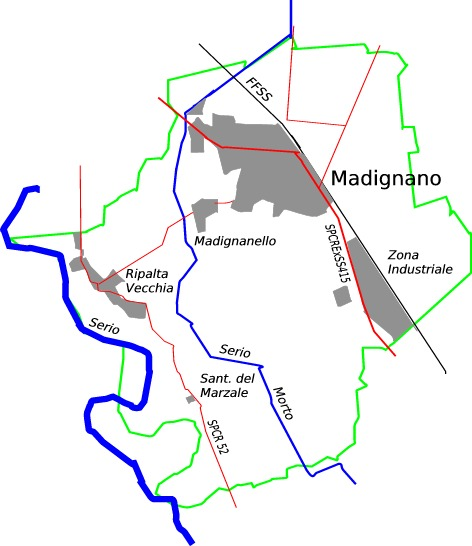
Mappa del territorio di Madignano

Il territorio comunale è pianeggiante e assai uniforme nella parte nord-orientale. La parte occidentale è solcata, invece, dai due terrazzi fluviali del Serio e del Serio Morto; le variazioni idrodinamiche dell'antico e del moderno corso del fiume hanno comportato delle erosioni nel piano fondamentale della campagna profonde anche dieci metri dal livello della pianura. In tempi storici il mutamento di percorso del Serio è la più importante variazione idrografica avvenuta in provincia di Cremona.
L'altitudine varia tra i 59 e 71 m s.l.m.

### Clima
La temperatura media di gennaio si attesta intorno ad 1 °C, quella media del mese di luglio è pari a 24,5 °C. Il clima è di tipo temperato continentale con precipitazioni più frequenti in autunno e primavera e con l'inverno più siccitoso dell'estate.

## Storia

### Madignano
Incerte sono le origini della località: probabilmente nacque come villaggio rurale in epoca romana, dalla quale deriverebbe il nome dalla parola latina “madens”, ossia palude, ad indicare il luogo dove sorse ai margini del Lago Gerundo. Lo storico Monsignor Angelo Zavaglio fa risalire il nome, invece, alla parola "matinianus", da cui Madenianus, a indicare un luogo situato a mattina, cioè verso est e verso il confine cremonese.
Storicamente si ha la prima notizia il 5 agosto dell'anno 1000, quando a Tauriano (odierno Turano Lodigiano), in una sentenza giudiziaria, tra i giudici che costituiscono la corte c'è Lanfranco di Madignano. Nel 1095 si ha la prima menzione del priorato cluniacense, posto alle dipendenze del monastero di San Paolo d'Argon: la piccola comunità monastica rimase a Madignano fino alla metà del XV secolo, allorché il monastero fu eretto in commenda. Primo commendatario fu Giuliano della Rovere, poi papa Giulio II, cui succedettero poi altri cardinali fino all'incameramento avvenuto nel 1797.
Politicamente Madignano seguì le sorti e rimase sempre nell'orbita di Crema

### Ripalta Vecchia
Dialetto Cremasco: Riólta Magra.
Nell'XI secolo d.C. Vinizone di Rivoltella (odierna Ripalta Arpina) lasciò un beneficio alla Cattedrale di Cremona per l'erezione di due chiese intitolate a Santa Maria (Marzale) e a Sant'Imerio. Fu attorno a quest'ultimo edificio che sorse il piccolo abitato di "Rivolta". A quei tempi sorgeva sulla riva destra del Serio: dopo il mutamento di percorso del fiume, avvenuto in un lungo periodo tra l'XI secolo ed il XIV secolo, assunse la denominazione di “vecchia” a distinguerla dall'altro abitato sorto sulla sua corrispondenza ma in riva opposta. Si sa che nel XVI secolo veniva citato il console di Ripalta de Mandolis, una denominazione che starebbe ad indicare l'appartenenza alla famiglia Mandoli di Crema. Anche Ripalta Vecchia, come Madignano seguì sempre le vicende politiche di Crema. Da segnalare, nell'epoca post unità d'Italia, la perdita dell'autonomia amministrativa e la sua unificazione con Madignano, avvenuta nel 1868 (Regio Decreto 24 maggio 1868, n. 4.412).

### Madignanello
Dialetto Cremasco: Madignanèl.
Piccola località ormai prossima al comune capoluogo, a causa dell'espansione edilizia di quest'ultimo. Menzionata fin dal XV secolo, nel 1630 su lascito di tale Giovanni Francesco Marinoni vi si doveva edificare un oratorio, ma per cause rimaste ignote, non fu mai costruito.

### Marzale
Dialetto Cremasco: Marsal.
La località storicamente più importante dell'intero territorio comunale era già frequentata come luogo di culto in epoca antica. All'interno delle prime tombe rinvenute (metà XX secolo) è stato ritrovato materiale di corredo risalente al III-IV secolo d.C. e confermano l'ipotesi che dovesse trattarsi di sepolture ad inumazione. Infatti in questo periodo l'uso dell'incinerazione era stato completamente abbandonato. Nel 1965 un ulteriore scavo ha permesso l'esplorazione di altre tre sepolture ed il recupero di oggetti grazie ai quali è stato possibile risalire a datazione certa: un braccialetto, infatti, aveva la tipica foggia in uso presso le donne longobarde. Quanto all'etimologia del nome, questo deriverebbe dall'unione delle parole longobarde “marka” ossia confine (se non più semplicemente la radice di “Maria”) e “sale” o “sala”, vale a dire “costa” intesa come estremità digradante verso l'antico corso del Serio. Un'ipotesi più recente, proposta da Valerio Ferrari, parla di una derivazione da "mercatus" inteso proprio come "mercato, luogo per la vendita di merci", o, per essere più precisi, dalla sua equivalente forma di area francese "marsalla" o "marsallus", affine alla forma dialettale.
È su questa estremità che Vinizzone di Rivoltella fece costruire nell'XI secolo d.C. una chiesa intitolata a Santa Maria.
Questa, sorta sulla riva destra del Serio, si trova ora alla sua sinistra dopo il mutamento di percorso del fiume e che ha lasciato il luogo ai margini di una stretta lingua di terra. È proprio grazie a questa posizione che il suo campanile fu usato in passato anche come torre d'avvistamento.
Tutta la zona di confine tra cremasco e cremonese fu a lungo teatro di cruenti battaglie tra Crema (alleata con Milano) e Cremona per il possedimento dell'Isola Fulcheria. Nel 1202, precisamente tra il 21 ed il 22 ottobre, presso il Santuario vi fu firmata la cosiddetta “tregua del Marzale”, il primo tentativo di riconciliazione tra i due Comuni.
Nel 1403 nei dintorni vi si combatté un'altra battaglia tra le fazioni guelfe (guidate da Ugolino Cavalcabò) e ghibelline (con alla testa Orlando Pallavicino). Le centinaia di caduti furono sepolti sotto il piazzale antistante il sacro edificio.
Da segnalare l'eccezionale piena del Serio che in tempi incerti, ma anteriori al 1580, fece crollare parte della chiesa determinandone la sua sproporzione rispetto al campanile.

### Simboli
Lo stemma e il gonfalone sono stati concessi da S.M. Re Vittorio Emanuele III con decreto dell'8 maggio 1933.
Stemma
Il castello ricorda la torre eretta nel XV secolo dai Benzoni; il covone indica la floridezza della campagna.
Gonfalone

## Monumenti e luoghi d'interesse

### Architetture religiose
La chiesa parrocchiale di San Pietro in Vincoli si erge in modo defilato rispetto al centro storico ponendosi come fulcro dell'antico nucleo urbano di Madignano, ancora oggi identificato in quella zona chiamata contrada "dal doss".

Il nucleo primitivo dell'antica chiesa benedettina fu individuato durante i lavori di restauro del 1972-1973, evidenziando, in corrispondenza della facciata laterale, la presenza di strutture murarie, di circa 5 metri di altezza, realizzate in pietra e tavelle posate a spina di pesce, coperte con tetto a capanna (struttura forse addirittura antecedente l'arrivo dei monaci).
La chiesa del Sacro Cuore di Maria, o "césa nóa", come viene popolarmente chiamata dai madignanesi, fu voluta dal priore Celestino Premoli nel 1840 pensandola come chiesa sussidiaria, ma forse coll'intento di sostituirla in seguito alla “césa ècia”, la chiesa parrocchiale ancora correntemente utilizzata.
La parrocchiale di Sant'Imerio a Ripalta Vecchia risale al 1041, allorché Vinizzone (o Guinizone) di Rivoltella (l'attuale Ripalta Arpina) rifondò due chiese con gli stessi santi titolari di altrettanti edifici di culto di Cremona: a Santa Maria (cattedrale) è dedicato il Santuario della Beata Vergine del Marzale; a Sant'Imerio un secondo edificio sacro, allo stato attuale frutto di una ricostruzione avvenuta tra il 1700 ed il 1703.
Il santuario della Beata Vergine del Marzale è situato lungo la strada che da Ripalta Vecchia conduce a Ripalta Arpina. I dintorni della chiesa conferiscono a questo luogo sacro un'atmosfera d'intimo raccoglimento, di calma e riflessione; circondato dai pioppeti, nel mezzo del Parco del Serio, il Santuario è posto sull'estremità della riva alta del Serio, alla quale si accede scendendo una scala alta i dodici metri circa di strapiombo che separano il Marzale dal fiume cremasco.

È un luogo carico di significati religiosi: la tradizione sacra e popolare parla di un'apparizione (non supportata da documenti scritti) che sarebbe avvenuta nel XIV secolo.

L'annuale fiera, invece, ha origine nel XVIII secolo: la domenica ed il lunedì di Pasqua vi si celebravano con particolare enfasi le celebrazioni della Resurrezione e con grande concorso di popolo. Ciò portò spontaneamente all'attrazione di mercanti e ambulanti, da cui, col tempo, la costituzione della Fiera del Marzale. Vista la concomitanza con la vicina Fiera della Pallavicina, ad Izano, nel 1934 la fiera venne trasferita alla domenica in Albis, ossia la prima domenica dopo Pasqua.

### Monumenti

#### Monumento ai Caduti
Sorge in Via Libertà ed è stato inaugurato il 19 ottobre 1975 su iniziativa della locale sezione dell'Associazione Nazionale Reduci di Prigionia. Il monumento è stato presentato ufficialmente un anno dopo la scomparsa di Leone Lodi l'autore della pregevole Pietà che caratterizza il monumento, realizzata in marmo travertino romano chiaro.

#### Monumento al Volontariato
Questo monumento si trova in Piazza Portici ed è stato inaugurato il 17 settembre 2000 da un'idea della sezione locale dell'Avis, con l'intento di dedicarlo all'intera opera di volontariato sociale. È stato realizzato da Francesco Panceri ed è costituito da due figure umane che si scrutano pensierose, protette da una vela bianca che si protende verso il cielo.

### Cappelle votive ("Madunine")
Nel territorio comunale sorgono le cosiddette “Madunine”, piccoli ma importanti segni della devozione popolare.

#### Madonna delle Strada
Un tempo sorgeva a cavallo di una roggia lungo un vecchio tracciato stradale per Crema; nel 1985 fu parzialmente ricostruita e venne rifatto il dipinto a quei tempi molto ammalorato. Ne venne mutata anche l'intitolazione, da Madonna del Rosario divenne Madonna della Strada (Madonna, Gesù Bambino e San Giovannino), affrescata da Rosario Folcini. L'affresco risente moltissimo dell'inquinamento automobilistico essendo in fregio all'ex Statale Paullese e ha dovuto subire negli anni periodici ritocchi da parte del medesimo Folcini.

#### Cappella della Sacra Famiglia
Sorge in aperta campagna poco distante da Madignanello e dal Serio Morto, sulla strada per Ripalta Vecchia. È dedicata alla Sacra Famiglia e rappresenta, appunto, la Madonna, San Giuseppe e Gesù Bambino. La cappella è stata completamente ristrutturata nel 1986, sia nelle opere murarie sia nell'affresco, eseguito da Domenico Fortini e ricalca, seppur in forme più stilizzate, il vecchio affresco.

#### I Morti della Peste
Anche Madignano e Ripalta Vecchia furono coinvolti nella peste del 1630, da cui ricordarne i defunti con una cappella. L'attuale costruzione risale però al XIX secolo ed è stata profondamente ristrutturata nel 1989. Nell'occasione Giuseppe Pandini rifece anche l'affresco che rappresenta La Madonna col Bambino, San Rocco e San Giobbe.

#### I Morti del Marzale
Nacque come sacello cimiteriale, posto nel piazzale antistante il Santuario della Madonna del Marzale, per ricordare i caduti di una battaglia combattutasi nei pressi tra fazioni guelfe e ghibelline nel 1403. Presenta sulla parete di fondo la Madonna del Carmine col Bambino e le anime del purgatorio, alle pareti laterali il martirio di San Sebastiano e Sant'Imerio Vescovo, il santo protettore della parrocchia di Ripalta Vecchia.

#### Cappella dell'Apparizione
Ai piedi della cosiddetta "Scala Santa", che porta dal piazzale del Santuario del Marzale alla sottostante valle fluviale del Serio, sorge la Cappella dell'Apparizione che sorge sul luogo ove, secondo la tradizione, la Madonna apparve ad una fanciulla che pascolava le oche. In realtà la cappella, un tempo era allo stesso livello del Santuario, ma un'eccezionale piena del Serio la distrusse assieme ad una parte della chiesa prima del XVIII secolo.

#### Cappelle di Cascina Corfù
A poca distanza dalla Cascina Corfù sorgono queste due cappelle a lungo in avanzato stato di degrado, tanto che qualunque traccia pittorica era pressoché scomparsa. Quella di destra rappresentava Santa Maria della Croce, quella di sinistra Sant'Anna. Nel 2003 gli affreschi sono stati ripristinati.

### Le cascine

#### Cascina dei Frati
Dialetto Cremasco: Casina di Frà
Menzionata per la prima volta nel 1815, il suo nome potrebbe derivare dall'appartenenza dei terreni circostanti all'ordine dei carmelitani di Santa Caterina di Crema.

#### Cascina Cerudelle
Dialetto Cremasco: Casina Cerüdèle o più raramente Fiuradèle
Località antica e un tempo più vasta, come dimostrano alcuni terreni circostanti denominati "Tór" (torre) e "Turasa" (torrazza, torrazzo), è menzionata per la prima volta nel 1140; l'etimologia del nome deriva dalla pianta del cerro.

#### Cascina Comparina
Dialetto Cremasco: Casina Cumparina
Cascina un tempo di proprietà della famiglia Martinengo, sorge sul vecchio tracciato della strada provinciale per Crema. Il suo nome deriverebbe da una famiglia Comparini.

#### Cascina Corfù
Dialetto Cremasco: Casina Curfö
Fu costruita nel 1733 dalla famiglia Sommariva sulla riva del Serio Morto. L'origine del nome è assai incerto: se non deriva dall'isola greca di Corfù attribuita alla cascina per motivi personali che ignoriamo, potrebbe essere un'alterazione dialettale di "Curt da fóra" (corte di fuori) intesa come luogo isolato in mezzo alla campagna.

#### Cascina Paradiso
Dialetto Cremasco: Casina Paradìs
Valerio Ferrari nel volume "Toponomastica di Madignano e Ripalta Vecchia" lega il nome alla conseguente bonifica di luoghi malsani e paludosi.

#### Cascina Gelera
Dialetto Cremasco: Casina Geléra
Si trovava isolata ma prossima all'abitato lungo la strada per Izano. Ora la ferrovia e l'ex Statale Paullese la dividono da Madignano.

## Società

### Evoluzione demografica
Abitanti censiti

### Etnie e minoranze straniere
Al 31 dicembre 2020 i cittadini stranieri sono 208. Le comunità nazionali numericamente significative sono:
1. Romania, 56
2. Marocco, 34
3. India, 30
4. Egitto, 20

### Tradizioni e folclore
Soprannomi di paese
Nel Cremasco la tradizione popolare assegna ad ogni paese una scormagna, ossia un soprannome. I madignanesi sono detti "gamber" (gamberi), forse per folta presenza, un tempo, di tali animali nel territorio. I soldati cremaschi in Africa, le cui lettere erano sottoposte a controllo e censura, comunicavano ai famigliari di "andare avanti come quelli di Madignano", a indicare, al contrario, un arretramento delle proprie posizioni.
È poco noto, ma anche gli abitanti di Ripalta Vecchia hanno un soprannome: "àgule", una specie di pesce, cosiddetti perché un tempo dediti alla pesca nel Serio.
La coltivazione del lino
Un tempo in tutto il territorio cremasco si coltivava il lino; a maggio i terreni si riempivano di fiori azzurri, che poi dovevano essere raccolti, per meglio dire strappati a mano con le radici; si trattava di una fatica immane che ha dato origine alla frase dialettale fadigà cumè strepà 'l lì (faticare come sradicare il lino) ad indicare una faccenda sfiancante. Il terreno di Madignano era considerato particolarmente fertile per questa coltivazione e, a partire dal XII secolo, fu una costante alternativa alle coltivazioni usate nell'economia locale.
Il vino di Madignano
Pur non essendo zona collinare, la zona di Madignano era un tempo abbondantemente coltivata a vigneti; generalmente il vino prodotto serviva per il solo uso familiare, ma il Conte Antonio Martinengo, proprietario della Cascina Comparina, fece fabbricare delle bottiglie con un apposito marchio, una M sovrastata da una corona, simbolo del casato, al fine di commerciare il vino prodotto nelle sue vigne. Nella toponomastica locale non sono infrequenti i nomi dei campi denominati "Ciós", "Ciusì" oppure "Ciusù", i quali indicano campi (un tempo) coltivati a uva, per non parlare di una strada vicinale denominata, non a caso, "Strada di Ciós da l'öa bianca".

### Qualità della vita
Vige il sistema di raccolta differenziata porta a porta dei rifiuti urbani. Dati:
| 2010   | 2011   | 2012   | 2013   | 2014    | 2015   | 2016   | 2017   | 2018   | 2019   | 2020   | 2021   |
| 69,59% | 68,82% | 69,39% | 68,92% | 65.32,% | 70,95% | 89,91% | 88,96% | 88,43% | 88,93% | 88,93% | 88,13% |
| ------ | ------ | ------ | ------ | ------- | ------ | ------ | ------ | ------ | ------ | ------ | ------ |

## Cultura

### Biblioteche
Il Comune gestisce una biblioteca pubblica con un patrimonio librario di 5.886 volumi.

### Istruzione
Nel comune ha sede una Scuola dell'infanzia, intitolata a monsignor Francesco Piantelli, e una scuola primaria dedicata a padre Reginaldo Giuliani. Le due scuole sono incluse nell'istituto comprensivo Falcone e Borsellino di Offanengo.

### Musei
Il Museo della Civiltà Contadina e dell'Attività Molitoria, ospitato in un antico mulino.
L'esistenza di questo mulino ad acqua è documentata già dal 1805, come descritto in una tavola dell'Estimo Dipartimentale dell'Alto Po. Operativo sino al 1975 circa, è stato ceduto nel 1991 dagli ultimi eredi Tessadori all'Amministrazione Comunale; a seguito ristrutturazione è diventato nel 1994 Museo dell'Arte Molitoria e della Civiltà Contadina. Nel 2000 è stato inserito nel Sistema Museale Cremonese, con progetti di riqualificazione approvati dalla Provincia.
Oltre alla visita guidata, per le scolaresche è possibile assistere alla dimostrazione pratica del funzionamento del mulino, sin dalla prima fase della macinatura.
Sorge lungo la Roggia Pallavicina e sulla direttrice per Izano: dalla strada si può entrare direttamente nella cucina o nella sala della macinatura, dove si trova l'apparato che trasporta il movimento della grande ruota idraulica esterna alle macine. Al piano superiore si possono visitare la camera da letto ed ambienti con la raccolta di strumenti ed attrezzi delle radici contadine.

## Geografia antropica

### Frazioni
Il territorio comunale ha una sola frazione, Ripalta Vecchia, unita a Madignano nel 1868.

#### Altre località del territorio
Madignanello, piccolo agglomerato di origine rurale lungo la strada per Ripalta Vecchia, mai elevato allo stato di frazione.

## Infrastrutture e trasporti

### Strade
Il territorio è attraversato da una sola arteria significativa, la strada provinciale ex strada statale 415 Paullese, che unisce Milano a Cremona.
In passato vi erano altre due strade provincialiː
- la strada provinciale 52, della quale è stato declassato il tratto tra Ripalta Arpina e Crema[14];
- la strada provinciale 16 Madignano-Camisano[15].

### Ferrovie
La stazione di Madignano è situata lungo la ferrovia Treviglio-Cremona. Si tratta di una semplice fermata ferroviaria, che fu inaugurata nel 1996 su richiesta della popolazione; fino a quel momento i treni che percorrevano la linea non effettuavano fermata nel territorio comunale.
La stazione è servita dai treni regionali di Trenord in servizio sulla tratta Treviglio–Crema-Cremona, con frequenza oraria. Nelle fasce di punta sono presenti alcune corse aggiuntive e alcune corse prolungate oltre il capolinea di Treviglio, con destinazione Milano Porta Garibaldi o Milano Certosa e con fermata intermedia a Milano Lambrate.

## Amministrazione

### Prima dell'aprile 1945
- Francesco Maccalli (sindaco);
- Luigi Griffini (sindaco);
- Federico Boriotti (sindaco);
- Giovanni Paggi (sindaco);
- Sante Cazzamalli (sindaco);
- Gaetano Assandri (sindaco);
- Enrico Guerini Rocco (sindaco);
- Pietro Guerini Rocco (podestà);
- Domenico Tessadori (podestà);
- Antonio Bonzi (commissario prefettizio);
- Agostino Pedrinazzi (podestà);
- Alberto Parenti (commissario prefettizio);
- Giovanni Massaro (commissario prefettizio).

### Dopo l'aprile 1945
| Periodo | Periodo | Primo cittadino           | Partito                          | Carica  | Note          |
| ------- | ------- | ------------------------- | -------------------------------- | ------- | ------------- |
| 1945    | 1945    | Andrea Piantelli          |                                  | Sindaco | [ 16 ] [ 17 ] |
| 1945    | 1948    | Luigi Bianchessi          | (Democrazia Cristiana)           | Sindaco |               |
| 1948    | 1951    | Giacomo Locatelli         | (Democrazia Cristiana)           | Sindaco |               |
| 1951    | 1957    | Giuseppe Tessadori        | (Democrazia Cristiana)           | Sindaco |               |
| 1957    | 1962    | Giuseppe Tessadori        | (Democrazia Cristiana)           | Sindaco | [ 18 ]        |
| 1962    | 1964    | Rosa Bertoli              | (Democrazia Cristiana)           | Sindaco |               |
| 1964    | 1970    | Ercole Zucca              | (Democrazia Cristiana)           | Sindaco |               |
| 1970    | 1975    | Ercole Zucca              | (Democrazia Cristiana)           | Sindaco |               |
| 1975    | 1980    | Carlo Martinenghi         | (Democrazia Cristiana)           | Sindaco |               |
| 1980    | 1985    | Alfredo Venturelli        | (Democrazia Cristiana)           | Sindaco |               |
| 1985    | 1990    | Virginio Venturelli       | (lista civica di sinistra)       | Sindaco |               |
| 1990    | 1995    | Virginio Venturelli       | (lista civica di sinistra)       | Sindaco |               |
| 1995    | 1999    | Osvaldo Micheli           | (lista civica di sinistra)       | Sindaco |               |
| 1999    | 2004    | Ferruccio Bellani         | (lista civica di centrosinistra) | Sindaco |               |
| 2004    | 2009    | Ferruccio Bellani         | (lista civica di centrosinistra) | Sindaco |               |
| 2009    | 2014    | Virginio Venturelli       | (lista civica)                   | Sindaco |               |
| 2014    | 2019    | Guido Ongaro              | (lista civica)                   | Sindaco |               |
| 2019    | 2024    | Elena Festari             | (lista civica)                   | Sindaco |               |
| 2024    |         | Piero Antonio Guardavilla | (lista civica)                   | Sindaco |               |

### Altre informazioni amministrative
Tra il 2003 ed il 2012 Madignano ha formato con altri 4 comuni (Castelleone, Formigara, Montodine e Moscazzano) l'Unione di comuni del Gerundo.